# 제27기갑사단 (독일 국방군)

제27기갑사단은 제2차 세계 대전에 참전한 독일군 부대이다. 이 사단은 1942년 후반 창설되었으나, 곧 스탈린그라드를 둘러싼 소련의 반격에 휘말려 완편되지 못했고, 이후에도 사단을 재편할 시도조차 이루어지지 않았다.

## 부대 역사
1942년 초여름에 포병 연대를 포함한 제27기갑사단의 일부가 프랑스에서 형성되었다. 그 도중 동부전선에서는 밀미샬리크 여단이 (헬무트 미샬리크 대위의 지휘하) 제140장갑척탄병연대를 (전 제22기갑사단에 소속) 기반으로 창설되었다.
1942년 가을, 두 집단은 독일 제2군의 후방에 위치한 보로네즈 인근에서 합쳐지고 1942년 10월 1일에 정식으로 제27기갑사단으로서 활동을 시작했다. 3000명의 인원은 기갑사단의 편성에 필요한 최소 전력에 크게 미치지 못했지만 동부전선 전황의 악화는 사단을 여러개로 분리해 전황이 불리한 곳에 (돈, 남하르키우, 헝가리 제2군, 이탈리아 제8군) 지원병력으로서 파견하도록 강제하였다. 20대의 전차는 독일 제2군 사령부 소속으로 이전되었다. 제127전차대대는 스탈린그라드에서 포위 섬멸되어 사단에 합류하지 못했다.
1943년 1월 1일, 제27기갑사단은 이미 전투력을 상실하였다. 기계화 보병은 절반 밖에 남지 않았으며 탱크도 11대 밖에 남지 않았다. 2월 8일 쯤에는 사단 총인원이 1600명조차 되지 않았다. 소비에트 연방의 겨울 공세가 (소토성 작전) 멈추고 제27기갑사단은 1943년 5월 3일경에 해체되었다. 남은 병력중 일부는 프랑스에 위치한 제24기갑사단에 배치되고 또 일부는 남은 물자와 함께 러시아의 제7기갑사단에 배치되었다

## 역대 지휘관
- 헬무트 미샬리크 대위 (사단 창설 - 1942년 11월 29일)
- 한스 트뤼거 대위 (1942년 11월 30일 - 1943년 1월 26일)
- 요하임 폰 크론헬름 대위 (1943년 1월 26일 - 사단 해체)

## 부대 편제
- 140 기갑척탄병연대
  - 1 기갑척탄병 대대
  - 2 기갑척탄병 대대
- 127 기갑포병연대
  - 1 기갑포병 대대
  - 2 기갑포병 대대
- 127 전차대대
- 27 기갑수색대대
- 127 대전차대대
- 127 기갑공병대대
- 127 기갑통신대대

## 기사십자장 수훈자
이 부대에서는 기사십자장 수훈자가 없다.

## 같이 보기
- 사단 (군사), 군사 조직
- 동부 전선 (제2차 세계 대전)
- 서부 전선 (제2차 세계 대전)
- 제2차 세계 대전의 독일군 사단 목록
- 전차, 기갑사단, 독일 기갑사단 (기갑사단 문서일 경우)
- 독일 육군 (제2차대전)
- 독일 연방방위군 육군 (현재)